# Топкинское городское поселение
То́пкинское городско́е поселе́ние — упразднённое муниципальное образование в Топкинском районе Кемеровской области.
Административный центр — город Топки.
Распоряжением Правительства РФ от 29 июля 2014 года № 1398-р «Об утверждении перечня моногородов» муниципальное образование включено в категорию «Монопрофильные муниципальные образования Российской Федерации (моногорода), в которых имеются риски ухудшения социально-экономического положения».

## История
Топкинское городское поселение образовано 17 декабря 2004 года в соответствии с Законом Кемеровской области № 104-ОЗ.

## Население
| 2009    | 2010    | 2011    | 2012    | 2013    | 2014    | 2015    |
| ------- | ------- | ------- | ------- | ------- | ------- | ------- |
| 30 630  | ↘28 641 | ↘28 571 | ↘28 421 | ↘28 217 | ↘28 044 | ↗28 129 |
| 2016    | 2017    | 2018    | 2019    |         |         |         |
| ↗28 144 | ↘27 963 | ↘27 860 | ↘27 639 |         |         |         |

## Состав городского поселения
| № | Населённый пункт | Тип населённого пункта        | Население |
| - | ---------------- | ----------------------------- | --------- |
| 1 | Топки            | город, административный центр | ↘26 648   |